# 西部の紳士
『西部の紳士』（A Gun Fightin' Gentleman）は、1919年のアメリカ映画。ジョン・フォード監督による西部劇である。現在、フィルムの一部が紛失している。

## キャスト
- ハリー・ケリー
- J・バーニー・シェリー
- キャスリーン・オコンナー
- ハリー・ヴォン・メター
- デューク・R・リー